# VIII Governo Regional dos Açores

## Composição, nomeação e exoneração do VIII Governo Regional dos Açores[1]
O VIII Governo Regional dos Açores tomou posse a 15 de novembro de 2000 e cessou funções a 16 de novembro de 2004.
| Cargo                                                             | Detentor                                          | Partido | Partido | Período                                         |
| ----------------------------------------------------------------- | ------------------------------------------------- | ------- | ------- | ----------------------------------------------- |
| Presidente do Governo Regional dos Açores                         | Carlos Manuel Martins do Vale César               |         | PS      | 15 de novembro de 2000 a 16 de novembro de 2004 |
| Secretário Regional da Presidência para as Finanças e Planeamento | Roberto de Sousa Rocha Amaral                     |         | PS      | 15 de novembro de 2000 a 16 de novembro de 2004 |
| Subsecretário Regional do Planeamento e Assuntos Europeus         | Carlos Manuel Corvelo Pereira Rodrigues†          |         | PS      | 15 de novembro de 2000 a 16 de novembro de 2004 |
| Secretário Regional da Educação e Cultura                         | José Gabriel do Álamo de Meneses                  |         | PS      | 15 de novembro de 2000 a 16 de novembro de 2004 |
| Secretário Regional da Habitação e Equipamentos                   | José António Vieira da Silva Contente             |         | PS      | 15 de novembro de 2000 a 16 de novembro de 2004 |
| Secretário Regional dos Assuntos Sociais                          | Maria Fernanda da Silva Mendes                    |         | PS      | 15 de novembro de 2000 a 12 de dezembro de 2002 |
| Secretário Regional dos Assuntos Sociais                          | Francisco Manuel Coelho Lopes Cabral              |         | PS      | 12 de dezembro de 2002 a 16 de novembro de 2004 |
| Secretário Regional da Economia                                   | Duarte José Botelho da Ponte                      |         | PS      | 15 de novembro de 2000 a 16 de novembro de 2004 |
| Secretário Regional da Agricultura e Pescas                       | Ricardo Manuel Amaral Rodrigues                   |         | PS      | 15 de novembro de 2000 a 8 de dezembro de 2003  |
| Secretário Regional da Agricultura e Pescas                       | Vasco Ilídio Alves Cordeiro                       |         | PS      | 8 de dezembro de 2003 a 16 de novembro de 2004  |
| Secretário Regional do Ambiente                                   | Hélder Guerreiro Marques da Silva                 |         | PS      | 15 de novembro de 2000 a 16 de novembro de 2004 |
| Secretário Regional Adjunto da Presidência                        | Francisco Manuel Coelho Lopes Cabral              |         | PS      | 15 de novembro de 2000 a 12 de dezembro de 2002 |
| Secretário Regional Adjunto da Presidência                        | Cláudia Alexandra Coelho Cardoso Meneses da Costa |         | PS      | 12 de dezembro de 2002 a 16 de novembro de 2004 |

1. ↑  «Decreto Regulamentar Regional n.º 33/2000/A de 11 de novembro de 2000». Jornal Oficial do Governo Regional dos Açores. 11 de novembro de 2000. Consultado em 17 de março de 2024
2. ↑  Decreto do Ministro da República n.º 1-B/2000, de 16 de Novembro
3. 1 2 3 4 5 6  Decreto do Ministro da República n.º 1-C/2000, de 16 de Novembro
4. ↑  Decreto do Ministro da República n.º 1-C/2000, de 16 de Novembro; exonerada pelo Decreto do Ministro da República n.º 1/2002, de 12 de Dezembro
5. 1 2  Decreto do Ministro da República n.º 2/2002, de 12 de Dezembro
6. ↑  Decreto do Ministro da República n.º 1-C/2000, de 16 de Novembro; exonerado pelo Decreto do Ministro da República n.º 1-A/2003, de 8 de Dezembro
7. ↑  Decreto do Ministro da República n.º 1-B/2003, de 8 de Dezembro
8. ↑  Decreto do Ministro da República n.º 1-C/2000, de 16 de Novembro; exonerado pelo Decreto do Ministro da República n.º 1/2002, de 12 de Dezembro